# Alliance of Women Film Journalists EDA Awards 2015

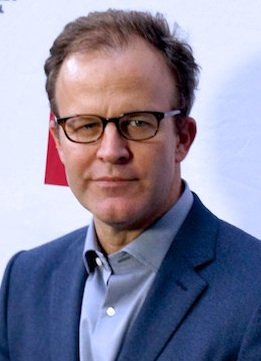
Tom McCarthy vítěz v kategoriích nejlepší režie a nejlepší původní scénář

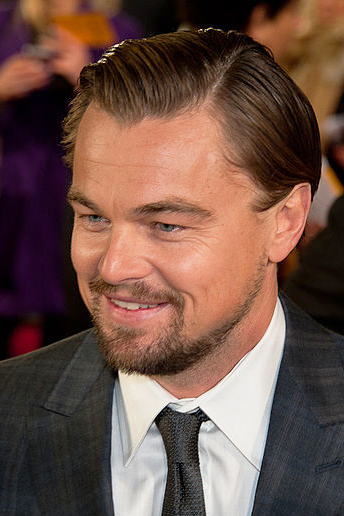
Leonardo DiCaprio vítěz v kategorii nejlepší herec v hlavní roli

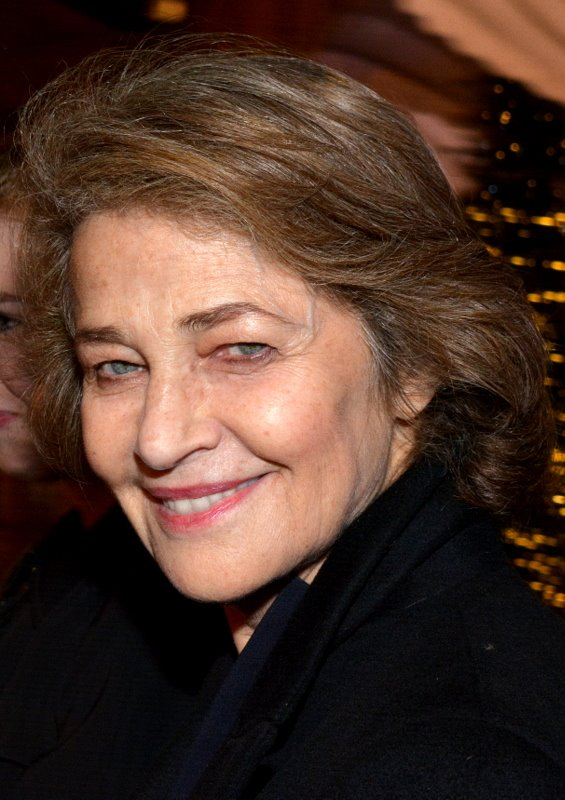
Charlotte Rampling vítězka v kategorii nejlepší herečka v hlavní roli

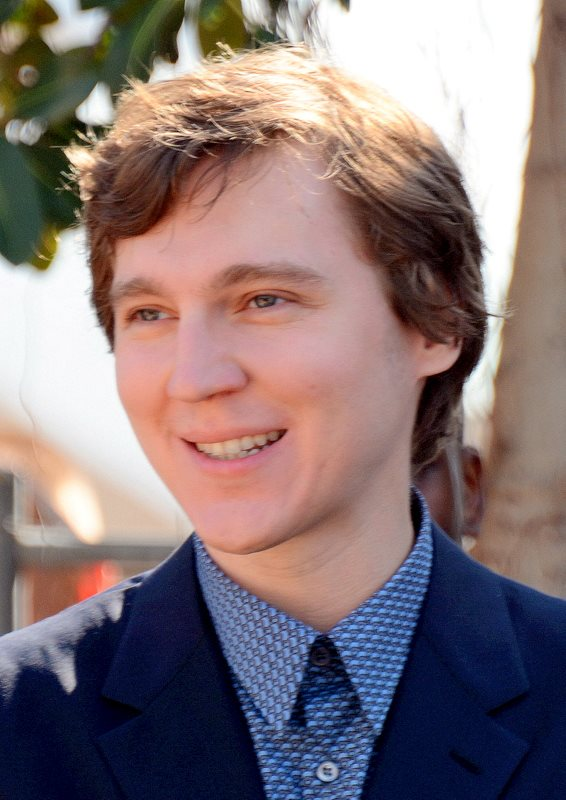
Paul Dano vítěz v kategorii nejlepší herec ve vedlejší roli

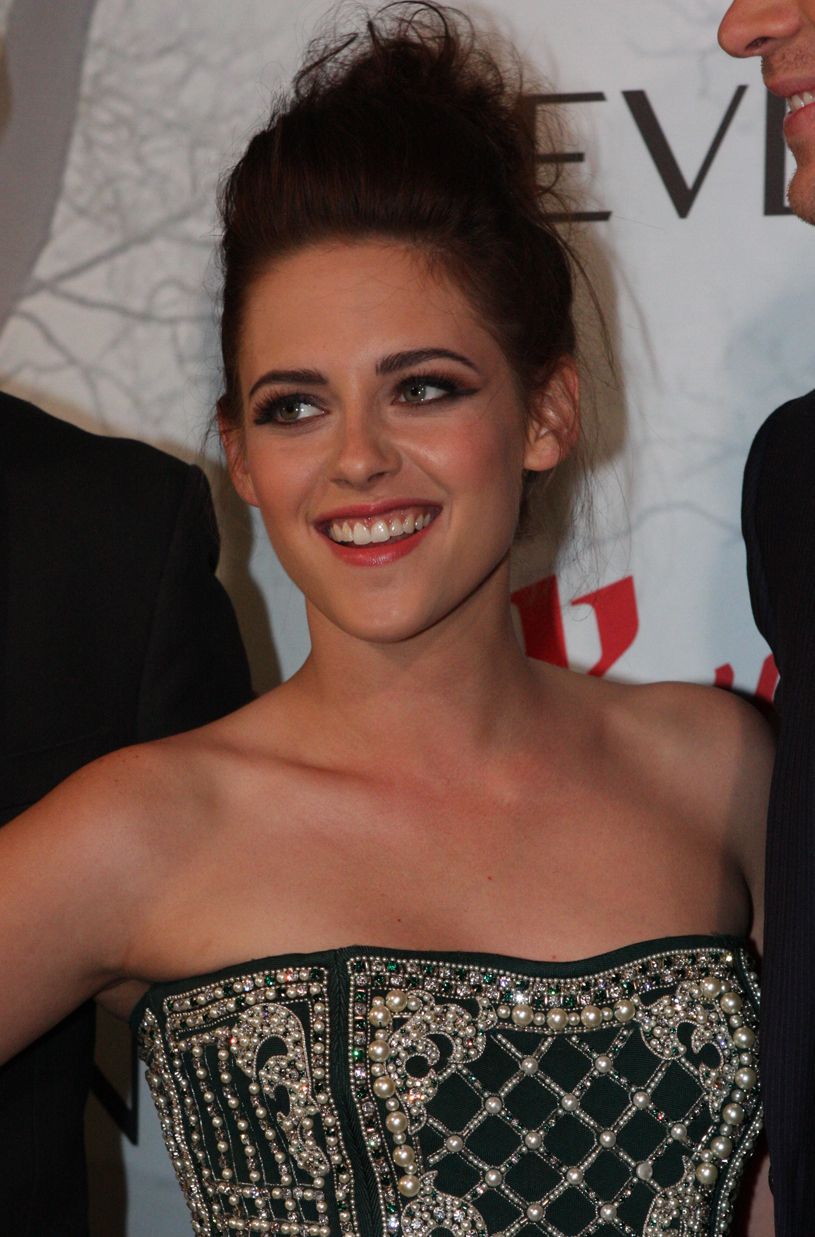
Kristen Stewart vítězka v kategorii nejlepší herečka ve vedlejší roli

8. ročník Alliance of Women Film Journalists EDA Awards se konal 12. ledna 2016. Nominace byly zveřejněny 27. prosince 2015.

## Vítězové a nominovaní
Tučně jsou označeni vítězové.

### Nejlepší film
Spotlight
- Šílený Max: Zběsilá cesta
- Carol
- Marťan
- Room

### Nejlepší režisér
Tom McCarthy – Spotlight
- George Miller – Šílený Max: Zběsilá cesta
- Todd Haynes – Carol
- Alejandro González Iñárritu– Revenant Zmrtvýchvstání
- Ridley Scott – Marťan
- Lenny Abramson – Room

### Nejlepší adaptovaný scénář
Phyllis Nagy – Carol
- Adam McKay a Charles Randolph – Sázka na nejistotu
- Drew Goddard – Marťan
- Emma Donoghue – Room

### Nejlepší původní scénář
Tom McCarthy a Josh Singer – Spotlight
- Alex Garlad – Ex Machina
- Pete Docter, Meg LeFauve a Josh Cooley – V hlavě

### Nejlepší herec v hlavní roli
Leonardo DiCaprio – Revenant Zmrtvýchvstání
- Matt Damon – Marťan
- Michael Fassbender – Steve Jobs
- Eddie Redmayne – Dánská dívka

### Nejlepší herečka v hlavní roli
Charlotte Rampling – 45 let
- Cate Blanchett – Carol
- Brie Larson – Room

### Nejlepší herec ve vedlejší roli
Paul Dano – Love & Mercy
- Mark Rylance – Most špionů
- Michael Shannon – 99 Homes
- Sylvester Stallone – Creed

### Nejlepší herečka ve vedlejší roli
Kristen Stewart – Sils Maria
- Alicia Vikander – Dánská dívka
- Rooney Mara – Carol
- Kate Winslet– Steve Jobs

### Nejlepší dokument
Amy
- Best of Enemies
- Going Clear: Scientology and the Prison of Belief
- Lovný revír
- What Happened, Ms. Simone?

### Nejlepší cizojazyčný film
Saulův syn
- Fénix
- Mustang

### Nejlepší animovaný film
V hlavě
- Anomalisa
- Ovečka Shaun ve filmu

### Nejlepší kamera
Edward Lachman – Carol
- Emmanuel Lubezki – Revenant Zmrtvýchvstání
- John Seale – Šílený Max: Zběsilá cesta

### Nejlepší střih
Margaret Sixel – Šílený Max: Zběsilá cesta
- Hank Crowin – Sázka na nejistotu
- Tom McArdle – Spotlight

### Nejlepší obsazení
Spotlight (remíza)
Straight Outta Compton (remíza)
- Junkie XL – Šílený Max: Zběsilá cesta
- David Lang – Mládí

## Speciální ocenění pro ženy

### Nejlepší režisérka
Marielle Heller – Deník puberťačky
- Céline Sciamma – Holčičí parta
- Isabel Coixet – Řidičský průkaz
- Maya Forbes – Svět na houpačce
- Sarah Gavron – Sufražetka

### Nejlepší scenáristka
Emma Donoghue – Room
- Phyllis Nagy – Carol
- Marielle Heller – Deník puberťačky
- Amy Schumer – Vykolejená

### Nejlepší herečka v akčním filmu
Charlize Theron – Šílený Max: Zběsilá cesta
- Jennifer Lawrenceová – Hunger Games: Síla vzdoru 2. část
- Emily Bluntová – Sicario: Nájemný vrah
- Daisy Ridley – Star Wars: Síla se probouzí

### Objev roku
Alicia Vikander – Ex Machina, Testament mládí a Dánská dívka
- Brie Larson – Room
- Daisy Ridley – Star Wars: Síla se probouzí
- Bel Powley – Deník puberťačky

### Ikona roku
Chantal Akerman
- Charlotte Rampling
- Donna Langley
- Jennifer Lawrenceová
- Maria Giese

## Speciální ocenění, které stojí za zmínku

### Nestárnoucí herečka
Charlotte Rampling (remíza)
Lily Tomlin (remíza)
- Helen Mirren

### Největší věkový rozdíl mezi partnery ve filmu
Al Pacino (narozený v roce 1940) a Katarina Cas (narozená v roce 1976) – Danny Collins
- Julianne Moore a Ellen Page – Všechno, co mám
- Joaquin Phoenix a Emma Stoneová – Iracionální muž
- Daniel Craig a Léa Seydoux – Spectre

### Herečka, potřebující nového agenta
Emma Stoneová – Aloha
- Bryce Dallas Howard – Jurský svět
- Dakota Johnson – Padesát odstínů šedi

### Nejlepší zobrazení nahoty, sexuality nebo svádění
Anomalisa (remíza)
Carol (remíza)
- Deník puberťačky

### Nejodvážnější výkon
Isabelle Huppert – Elle
- Sasha Lane – American Honey
- Ruth Negga – Loving
- Jessica Chastainová – Případ Sloane
- Naomie Harris – Moonlight

### Film, který si chtěl milovat, ale prostě si nemohl
Dánská dívka
- Aloha
- Osm hrozných
- Ségry